# Empathy (альбом Билла Эванса и Шелли Мэнна)
Empathy - альбом 1962 года джазовых музыкантов Билла Эванса и Шелли Мэнна. Он был записан и выпущен лейблом Verve Records, к которому Эванс присоединился через год после записи. Альбом появился, когда Манн и Эванс играли в нью-йоркском ночном клубе Village Vanguard , и продюсер Verve Крид Тейлор предложил двум лидерам группы студийное сотрудничество. Riverside Records, лейбл Эванса в 1962 году, разрешил Эвансу участвовать, и трио пополнил тогдашний басист Мэнна, Монти Бадвиг. В альбоме представлены несколько классических джазовых стандартов и две песни Ирвинга Берлина из мюзикла 1962 года "Мистер президент". Авторство скульптуры на обложке альбома принадлежит Шелдону Маклину.

## Приём
| Оценки критиков | Оценки критиков |
| Источник        | Оценка          |
| --------------- | --------------- |
| DownBeat        | [ 1 ]           |
| AllMusic        | [ 2 ]           |

Леонард Физер сказал об альбоме в своей рецензии от 11 апреля 1963 года в журнале DownBeat следующее: «По сути, основное внимание уделяется Эвансу, как и должно быть; однако из-за мастерства, с которым он и Мэнн сотрудничали, часто возникает ощущение, что между ними существует важная взаимосвязь, которая выводит результаты далеко за рамки обычного фортепиано с ритмом».
Рецензируя альбом для AllMusic, Дэвид Натан написал: «[Игра Эванса] казалась более лёгкой, свободной и расслабленной, чем когда-либо... Слушая этих троих [Эванса, Манна, Бадвига], понимаешь, что все хорошо проводили время и просто наслаждались тем, что не нужно было играть в своих обычных группах, пусть даже всего один день».

## Список треков
1. "The Washington Twist" (Ирвинг Берлин) – 6:26
2. "Danny Boy" (Фредерик Везерли) - 3:42
3. "Let's Go Back to the Waltz" (Ирвинг Берлин) – 4:30
4. "With a Song in My Heart" (Ричард Роджерс, Лоренц Харт) - 9:12
5. "Goodbye" (Гордон Дженкинс) - 5:12
6. "I Believe in You" (Фрэнк Лессер) - 5:52

## Музыканты
- Билл Эванс - фортепиано
- Монти Бадвиг - бас-гитара
- Шелли Мэнн - барабаны